# Marienbasilika (Lodonga)
Die Basilika Unserer Lieben Frau, Königin von Afrika (englisch Basilica of Our Lady, Sultana of Africa) ist eine römisch-katholische Kirche in Lodonga im Distrikt Yumbe im Norden Ugandas. Die Kirche des Bistums Arua ist der Mutter Gottes gewidmet und trägt den Titel einer Basilica minor.

## Kirchbau
Der Kirchenbau in der mehrheitlich moslemischen Region wurde auf Betreiben der Missionare Pietro Valcavi und Bernardo Sartoriam vorangetrieben. Die Kirche wurde auf einem steinernen Fundament mit einer Länge von 45 Metern und einer Breite von 25 Metern errichtet, sie erreicht mit der Verwendung von 750.000 Ziegelsteinen eine Höhe von 12 Metern. Sie wurde am 24. Juni 1927 geweiht.

## Weitere Geschichte
Die Kirche wurde 1960 renoviert und erhielt einen neuen Boden sowie eine Chorplattform mit einer Wendeltreppe. 1961 erhob Papst Johannes XXIII. die Kirche zu einer Basilica minor. 
Die Kirche wurde im Rahmen der Kämpfe um den Sturz Idi Amins 1979 beschädigt. Die Reparatur wurde 1990 unter anderem mit einem neuen Blechdach statt der alten Schindeln durchgeführt. Auch der Innenraum wurde renoviert.
Am 8. Dezember findet die jährliche Wallfahrt zum Fest der Unbefleckten Empfängnis statt. Über 2000 Pilger kommen über Strecken von bis zu zwei Tagen nach Londongo. Die Basilika wird durch die Comboni-Missionare betreut.